# Elymnias aroa
Elymnias aroa är en fjärilsart som beskrevs av Robert Walter Campbell Shelford 1902. Elymnias aroa ingår i släktet Elymnias och familjen praktfjärilar. Inga underarter finns listade i Catalogue of Life.